# Operation Oluja
Die Operation Oluja („Sturm“, kroatisch Operacija Oluja) war eine Großoffensive im Kroatienkrieg während der Jugoslawienkriege, bei der kroatische Armee- und Polizeieinheiten im August 1995 innerhalb von 85 Stunden den Hauptteil der 1991 von den Krajina-Serben besetzten Gebiete zurückeroberten.
Durch den militärischen Sieg über die serbischen paramilitärischen Truppen in der Krajina wurde der Kroatienkrieg beendet.
Nach mehrjährigen erfolglosen Verhandlungen, und zuletzt der Ablehnung des Z4-Plans bei Friedensverhandlungen in Genf durch Anführer der Krajina-Serben, erfolgten die ersten Angriffe der kroatischen Armee in den UNPA Sektoren Süd und Nord.
Die Offensive begann am 4. und endete am 7. August 1995. Die Kampfhandlungen erstreckten sich entlang einer Frontlänge von 630 km und auf einer Gesamtfläche von 10.500 Quadratkilometern, die 18,4 Prozent der Gesamtfläche Kroatiens betraf.
Der 5. August ist in Kroatien als Tag des Sieges und der heimatlichen Dankbarkeit ein Nationalfeiertag.

## Hintergrund
Anfang 1995 wurde der Z4-Plan, ein Vorschlag über eine friedliche Wiedereingliederung der Republika Srpska Krajina in den kroatischen Staat unter Garantien weit reichender Autonomie nahe der Souveränität, vorgelegt. Von den Krajina-Serben wurde dies abgelehnt und stattdessen eine Vereinigung mit der Republika Srpska auf bosnischem Gebiet und Serbien angestrebt. In der Folge wuchs die Bereitschaft westlicher Staaten, die kroatische Seite bei der Rückeroberung ihres Staatsgebietes zu unterstützen. Im Mai 1995 startete die Militäroperation Blitz (Bljesak), mit der ein serbisch kontrollierter Teil Westslawoniens zurückgewonnen wurde. Als Vergeltung befahl der damalige Präsident der Republika Srpska Krajina, Milan Martić, Raketenangriffe mit Streubomben gegen Zagreb (Raketenbeschuss auf Zagreb), Sisak und Karlovac, wobei sieben Zivilisten getötet und 176 verwundet wurden.
Vor der Operation Oluja fiel am 9. Juli 1995 die UN-Schutzzone Srebrenica in Ost-Bosnien, in der nach der Eroberung durch die Truppen von General Ratko Mladić Frauen und Kinder von den Männern ab 12 Jahren getrennt wurden, die Männer daraufhin deportiert und bis zu 8000 durch Massenerschießungen ermordet und in den umliegenden Wäldern in Massengräbern vergraben wurden. Dieses Massaker von Srebrenica war das größte Kriegsverbrechen in Europa seit Ende des Zweiten Weltkriegs.
In Bosnien waren nach dem Fall von Srebrenica und Žepa außer Sarajevo noch Bihać und Goražde als UN-Schutzzone verblieben.
Die Vojska Republike Srpske („Armee der Republika Srpska“) begann kurz vor der Operation Oluja eine massive Militäroperation auf die Stadt Bihać, die seit fast drei Jahren belagert wurde. Etwa 70 Prozent Bosnien-Herzegowinas waren zu jener Zeit unter serbischer Kontrolle. Die seit Monaten belagerte und ausgehungerte Stadt war geschwächt, da die ohnehin nur leicht und unzureichend bewaffneten Verteidiger und die Bevölkerung nahezu vollständig von Hilfslieferungen und Nachschub abgeschnitten waren.
Der bosnische Kommandant der Verteidigung von Bihać, Atif Dudaković, appellierte an die kroatische Regierung, mit der Operation Oluja so schnell wie möglich zu beginnen, um den Fall der Stadt zu verhindern. Heute liegen Informationen vor, dass auch die USA und die NATO Kroatien politisch unterstützten und ebenso forderten, die Operation schnellstmöglich zu beginnen. Mit der Operation Oluja wurde auch die serbische Belagerung von Bihać beendet und ganz Westbosnien durch die darauf folgende Operation Maestral zurückerobert.
Die kroatische Armee hatte in der Operation Sommer '95 Ende Juli 1995 weitere Gebiete in Südbosnien erobert und damit den südlichen Teil der unter serbischen Herrschaft stehenden Krajina von drei Seiten umzingelt. Daraufhin erklärte bei den Verhandlungen über den Z4-Plan in Genf am 3. August 1995 der Ministerpräsident der Serbischen Republik Krajina, Milan Babić, gegenüber Peter W. Galbraith, dem US-Botschafter in Kroatien, dass er den Z4-Plan annehmen würde. Diese Erklärung wurde von Kroatien nicht akzeptiert, auch weil Martić sich geweigert hatte, den Plan überhaupt entgegenzunehmen.
Die Operation Oluja, ihre Bedeutung, Durchführung und Effekte werden sehr kontrovers diskutiert und analysiert. Seitens der Kroaten und Bosniaken gilt diese Operation als Befreiungsschlag und Ende des Krieges. Auf serbischer Seite gilt die Operation Oluja nicht nur als größte militärische Niederlage im Jugoslawienkrieg, sondern auch als ein Synonym für Vertreibung und ihrerseits erlittene Kriegsverbrechen und Verwüstungen.

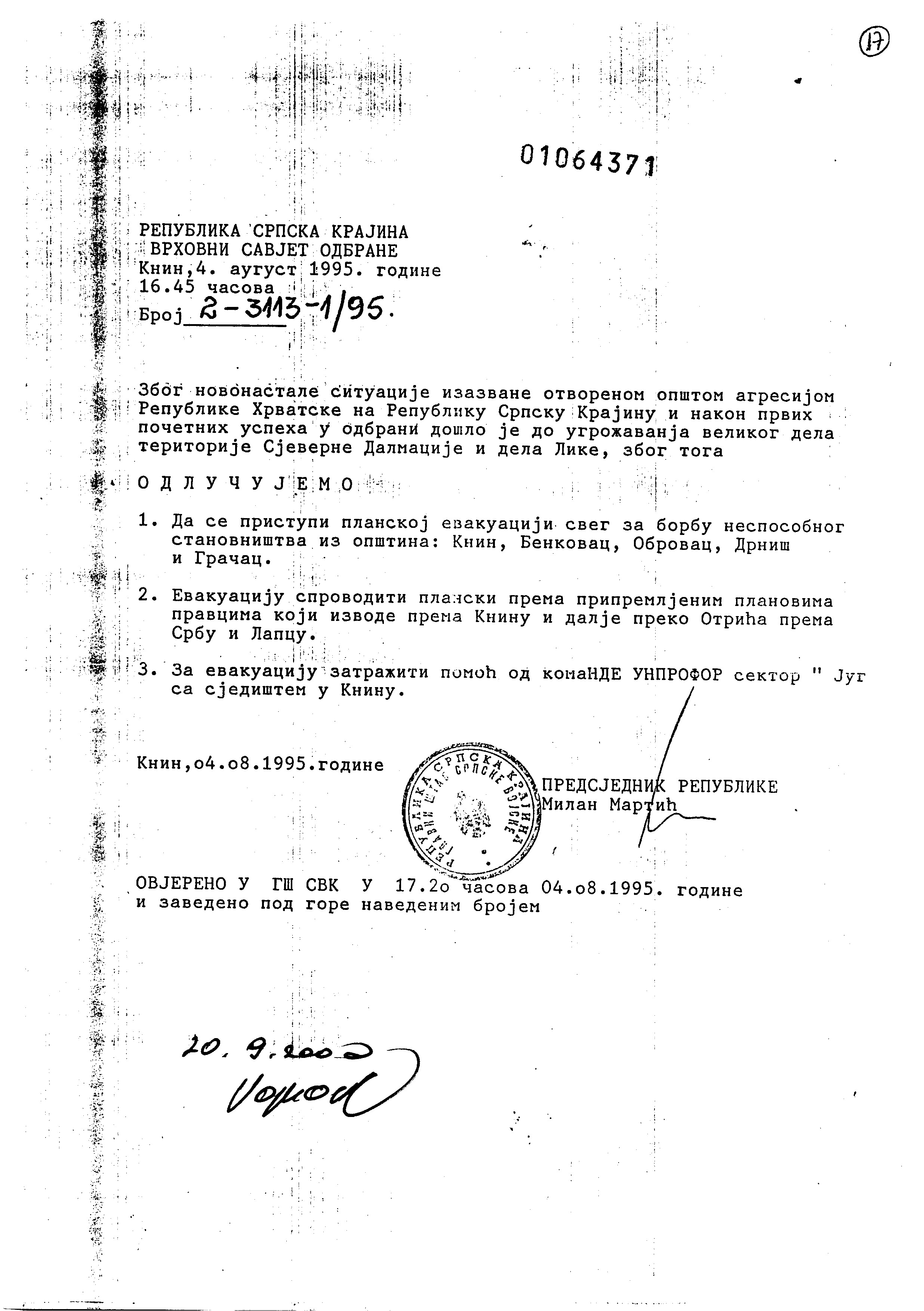
Beschluss zur Evakuierung der serbischen Bevölkerung aus den Gebieten der RSK durch den Verteidigungsrat der Republik Serbische Krajina (gezeichnet durch Milan Martić) vom 4. August 1995. Nach Auffassung des ICTY hatte der Beschluss zur Evakuierung wenig bis keinen Einfluss auf den Exodus der Serben, da sich die Bevölkerung zum Zeitpunkt des Evakuierungsbeschlusses bereits auf der Flucht befand.

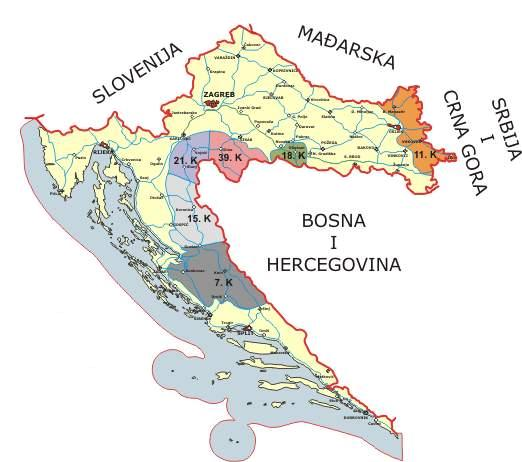
Landkarte mit der territorialen Aufteilung der Armee der Republik Serbische Krajina (SVK), 1995

## Die Operation
Die Operation begann in den frühen Morgenstunden des 4. August 1995. In der gleichen Zeit wurde über Radio und Fernsehen landesweit eine Botschaft des kroatischen Präsidenten Franjo Tuđman ausgestrahlt. Diese richtete sich einerseits an die serbischen Paramilitärs und forderte diese zur Aufgabe auf sowie andererseits an die serbische Zivilbevölkerung, der volle Bürgerrechte zugestanden wurden.
Die kroatischen Kräfte griffen die Militärs der RSK gleichzeitig an 30 taktisch bedeutsamen Punkten in den Zonen Bjelovar, Karlovac, Gospić und Split an. Serbische Radaranlagen wurden durch Luftunterstützung der NATO zerstört. Die kroatische Armee brach an den verschiedenen Punkten zwischen 5 und 15 Kilometer tief in das Kriegsgebiet ein, eroberte schnell Sveti Rok und umzingelte die Stadt Knin. Zur Unterstützung der kroatischen Truppen wurde auch Artillerie eingesetzt. Im Gegenzug griffen serbische Kräfte zivile Ziele in Sisak, Šibenik, Gospić und Ogulin an.
Am zweiten Tag der Aktion verbreitete sich gegen Mittag die Nachricht, dass die kroatischen Truppen in die Stadt Knin einmarschiert waren. Ebenso wurden zahlreiche weitere Städte erobert. Serbische Zivilisten wurden aus dem Gebiet evakuiert und flohen zusammen mit Teilen des Militärs über die Ortschaft Srb nach Bosnien und Herzegowina. Die Zahl der Flüchtlinge wird, einschließlich 40.000 serbischer Paramilitärs, auf bis zu 200.000 beziffert. Die serbischen Kräfte aus Bosnien und Ostslawonien beschossen anschließend Ziele in Županja, Vinkovci und Osijek. Auch die dalmatinische Hafenstadt Dubrovnik wurde beschossen.
Am dritten Tag sammelten sich an der kroatisch-bosnisch-herzegowinischen Grenze die kroatische Armee, die HVO und das 5. Korps der bosnischen Armee und befreiten die belagerte bosnische Stadt Bihać. Die wesentlichen serbischen Paramilitärs in Kroatien wurden zu diesem Zeitpunkt entweder eingekesselt oder standen kurz vor der Zerschlagung.
Am vierten und letzten Tag der Aktion waren alle Ortschaften in dem Kriegsgebiet im Wesentlichen erobert. Serbische Flugzeuge aus dem bosnischen Banja Luka griffen verschiedene kroatische Städte an, wobei zwei Menschen getötet und elf verwundet wurden. Zwei serbische Flugzeuge wurden während des Beschusses der Ortschaften Mačkovac und Savski Bok abgeschossen. Um 18 Uhr meldete der kroatische Verteidigungsminister, Gojko Šušak, dass die Operation Oluja nach militärischen Gesichtspunkten beendet wurde.
Die Militäroperation Sturm führte durch die fast vollständige Rückeroberung der durch die selbsternannte Republik Serbische Krajina besetzten Gebiete Kroatiens (damals rund 32 % des Staatsgebietes von Kroatien) zum Ende des Krieges in Kroatien und ermöglichte die Wiederherstellung wichtiger Verkehrsverbindungen sowie die Rückkehr von über 170.000 Kroaten, die von der JNA im Jahr 1991 aus ihrer angestammten Heimat vertrieben worden oder geflohen waren.

## Folgen und Kriegsverbrechen

### Folgen
Die Operation Oluja (Sturm) gilt nicht nur als entscheidender und vernichtender Schlag gegen die Republik Serbische Krajina, sondern auch als Kehrtwende im Bosnienkrieg, da durch die Operation Oluja die monatelange Belagerung der Stadt Bihać beendet wurde. Nach der Eroberung der gesamten Krajina sowie der Zerschlagung des Belagerungsringes um Bihać wurde somit ganz West-Bosnien zurückerobert und die Armee der RSK und Paramilitärs militärisch und moralisch stark geschwächt.
Unmittelbar nach Beendigung der Operation Oluja wurde gemeinsam mit bosnischen Regierungstruppen die im Abkommen von Split zwischen der bosnischen und der kroatischen Regierung vereinbarte Militäroperation Maestral (Nordwestwind) begonnen. Das von Serben kontrollierte Territorium in Bosnien und Herzegowina schrumpfte von 70 % auf etwa 49 %, durch die deutliche militärische Übermacht der nun gemeinsam koordiniert vorrückenden kroatischen und bosnischen Streitkräfte mit Hilfe westlicher Staaten und deren Waffen und der HVO (Hrvatsko Vijeće Obrane, Kroatischer Verteidigungsrat in Bosnien). Die Operation Maestral wurde auf massiven Druck der internationalen Gemeinschaft nach nur wenigen Tagen gestoppt, da man eine Ausweitung des Krieges und ein Hineinziehen Serbiens befürchtete.
Die Operation Maestral wird trotz ihres vorzeitigen Stopps als sehr großer militärischer Erfolg gewertet, da dadurch nicht nur große Teile Bosniens befreit wurden, sondern in erster Linie durch die Niederlagen der serbischen Kräfte durch die Operationen Oluja und Maestral der militärische und politische Druck auf Belgrad derart verstärkt wurde, dass dieses eine Gefahr der völligen Niederlage in Bosnien sah und somit zur Unterzeichnung des Friedensabkommens von Dayton gezwungen wurde, was letztendlich zum Ende des Krieges auf dem Gebiet des ehemaligen Jugoslawiens führte.

### Ermöglichung der Rückkehr der vertriebenen Kroaten
Bereits zu Beginn des Kroatienkrieges war nahezu die gesamte kroatische und andere nicht-serbische Bevölkerung von serbischen Freischärlern und der Jugoslawischen Volksarmee vertrieben worden. Im Mai 1995 lebten im von der kroatischen Regierung kontrollierten Gebiet 210.592 Personen, die aus der sogenannten „Republik Serbische Krajina“ vertrieben worden waren. Davon stammten 83.683 aus dem Nordosten Kroatiens (Slawonien) und 126.909 aus jenen Gebieten, die später durch die Operationen „Bljesak“ und „Oluja“ zurückerobert wurden.

### Kriegsverbrechen
200.000 Serben flohen vor den anrückenden kroatischen Kräften vor und während der Operation in Richtung Bosnien und Serbien. Nur ein Teil der geflüchteten serbischen Bevölkerung kehrte nach Kroatien zurück.
Unter den Verbleibenden kam es im Anschluss an die Operation zur Tötung von einigen hundert, nach serbischen Angaben 700–1200, serbischen Zivilisten. Nach einem Bericht des kroatischen Helsinki-Komitees kamen während und nach der Offensive insgesamt 400–800 Serben durch marodierende kroatische Truppen ums Leben.
Serbischen Quellen zufolge galten jedoch 2005 noch 2669 Personen als vermisst. Laut der Strafverfolgung des ICTY wurden 324 Zivilisten und Soldaten getötet und rund 90.000 Serben gewaltsam vertrieben, mit dem Ziele eine Rückkehr unmöglich zu machen.
Während der Operationen Oluja und Maestral kam es zu Rache- und Vergeltungsaktionen sowie Übergriffen auf die serbische Zivilbevölkerung. Das Tribunal in Den Haag spricht von Mord, Plünderungen, Brandschatzungen, Zerstörungen, unmenschlicher Behandlung, Demütigung, Verfolgung ethnischer Gruppen, ethnischer Säuberung sowie anderen unmenschlichen Handlungen, im Sinne von Verbrechen gegen die Menschlichkeit.
Laut dem Jahresbericht 1996 von Amnesty International wurden die meisten außerhalb von Kampfhandlungen getöteten Serben Opfer von Brandschatzungen, Misshandlungen, Racheakten oder außergesetzlichen Hinrichtungen. Dies wurde von einem Untersuchungsteam der UNO festgestellt.

#### Kriegsverbrechertribunal
Gegen den Kommandanten des Sektors Süd, Ante Gotovina, wurde im Jahr 2001 vor dem Haager Kriegsverbrechertribunal Anklage wegen Verbrechen gegen die Menschlichkeit und Kriegsverbrechen erhoben. Am 8. Dezember 2005 wurde er auf den Kanarischen Inseln festgenommen und der Fall zusammen mit dem des Befehlshabers der Sonderpolizei des kroatischen Innenministeriums, Mladen Markač, und dem des Kommandeurs der Garnison Knin, Ivan Čermak, verhandelt.
Am 15. April 2011 wurde Gotovina in erster Instanz zu 24 Jahren Gefängnis verurteilt. Dabei wurde er folgender Verbrechen für schuldig befunden:
- Verfolgung als ein Verbrechen gegen die Menschlichkeit
- Deportation als ein Verbrechen gegen die Menschlichkeit
- Plünderung von öffentlichem und privatem Eigentum als Verletzung der Gesetze oder Gebräuche des Krieges
- mutwillige Zerstörung als eine Verletzung der Gesetze oder Gebräuche des Krieges
- Mord als ein Verbrechen gegen die Menschlichkeit
- Mord als eine Verletzung der Gesetze oder Gebräuche des Krieges
- inhumanes Handeln als ein Verbrechen gegen die Menschlichkeit
- grausame Behandlung als eine Verletzung der Gesetze oder Gebräuche des Krieges

Auch den mitangeklagten Ex-General Mladen Markač sprach das Gericht schuldig: Er bekam 18 Jahre Haft. General Ivan Čermak wurde dagegen freigesprochen.
Bei der Urteilsverkündung gegen Gotovina wurde auch der damalige Präsident von Kroatien, Tuđman, erwähnt. Einer der Richter betonte: „Der damalige Präsident Franjo Tuđman war der Hauptführer dieser kriminellen Vereinigung“ und „Er wollte die Entvölkerung der Krajina“.
Gegen das Urteil wurde am 16. Mai 2011 Berufung eingelegt. Am 16. November 2012 wurden Gotovina und Markač von allen Anklagepunkten freigesprochen und aus der Haft entlassen. Die Berufungskammer beschloss einstimmig, dass die Einschätzung der Vorinstanz, Artillerietreffer mehr als 200 Meter entfernt von einem als legitim betrachteten Ziel als Beweis für gesetzwidrige Angriffe auf die Städte in der Krajina anzusehen, nicht zutreffe. Mit 3:2-Mehrheitsentscheidung wurde festgestellt, dass die Beweise nicht ausreichten, um den von Gotovina und Markač befohlenen Beschuss der Städte als rechtswidrig anzusehen. Da die Verurteilung wegen Bildung einer kriminellen Vereinigung zur Vertreibung von Serben aus der Krajina auf der Unrechtmäßigkeit der Artillerieangriffe basiere und die Erstinstanz eine direkte Verwicklung in die Diskriminierungspolitik Kroatiens nicht festgestellt habe, sei auch dieser Schuldspruch aufzuheben.

## Sonstige Informationen
Laut kroatischem Verteidigungsministerium wurden auf kroatischer Seite während dieser Operation 174 Soldaten getötet und 1430 Soldaten verwundet.
Bis 2002 waren nach Angaben des UNHCR rund 100.000 kroatische Serben zurückgekehrt.